# Giovanni Comisso
Giovanni Comisso (n. 3 octombrie 1895, Treviso, Veneto, Italia – d. 21 ianuarie 1969, Treviso, Veneto, Italia) a fost un scriitor italian.
A câștigat Premiul Strega în 1955 pentru Un gatto attraversa la strada.